# Štós
Štós (en allemand : Stoß, en hongrois : Stósz) est un village de Slovaquie situé dans la région de Košice. En 2011, sa population était de 734 habitants.
Jusqu'au Traité de Trianon en 1920, la localité appartenait au Royaume de Hongrie et s'appelait Stósz. Elle était située dans le comitat d'Abaúj-Torna.

## Histoire
Première mention écrite du village en 1341.

## Démographie

### Évolution de la population
| Année:               | 1994. | 2004.   | 2014.   | 2024.   |
| -------------------- | ----- | ------- | ------- | ------- |
| Nombre de personnes: | 760   | 766     | 734     | 747     |
| Différence:          |       | +0,78 % | -4,17 % | +1,77 % |

| Année:               | 2023. | 2024.   |
| -------------------- | ----- | ------- |
| Nombre de personnes: | 751   | 747     |
| Différence:          |       | -0,53 % |